# Eugenia stephanii
Eugenia stephanii är en myrtenväxtart som beskrevs av Otto Karl Berg. Eugenia stephanii ingår i släktet Eugenia och familjen myrtenväxter. Inga underarter finns listade i Catalogue of Life.